# 平和勝次とダークホース
平和勝次とダークホース（へいわかつじとダークホース）は、日本のコミックバンド。初舞台は吉本興業大阪のうめだ花月。ムード歌謡コーラスグループに分類される場合もある。

## 概要
1971年結成。
元々は平和勝次が漫才のネタとして披露していた「宗右衛門町ブルース」のジャケットを事務所の先輩ジャズ漫画家の木川かえるに描いて貰い、B面には旧友であった桂小春（現桂福團治）の「ペケペン落語」(中川ヒロシのギターで)を吹き込み、自主制作で500枚をプレス、当時堺にあった有線放送に100枚を預けた。すると堺の盛り場から火が付き始め、次いで函館の有線でも評判になった。それを日本クラウンの大阪制作宣伝部長が聞きつけ、1972年12月5日にメジャーデビューすると200万枚の大ヒットとなり、一躍その名が知られることとなった。この曲のヒットで宗右衛門町の名前は全国区となり、町会から平和勝次に感謝状も贈られた。
「宗右衛門町ブルース」の原曲は北原謙二の「さよなら さよなら さようなら」（作詞：星野哲郎、作曲：山路進一）である。歌詞はサビの「さよなら さよなら」のフレーズを残し、他は書き換えられた。
翌年には「女の舟唄」もヒットしたが、この年で解散した。なおオリジナルメンバーは平和勝次、坂東春彦、藤川猛、源五郎、中川ヒロシの5人だったが、3枚目のレコードリリース時から3名になっている。
1993年、モダンチョキチョキズのアルバム『ボンゲンガンバンガラビンゲンの伝説』に収録されている「博多の女」という曲のレコーディングに参加する目的でごく短期間だが再結成。その後、2005年にも再結成する。
1994年の8月13日には、「第26回思い出のメロディー」にて「宗右衛門町ブルース」を歌唱した。
2011年3月31日には名曲ベストヒット歌謡にも出演し、健在ぶりをアピールした。
2019年12月31日では年忘れにっぽんの歌に実演し、「宗右衛門町ブルース」1曲をフルコーラスで熱唱した。

## メンバー
平和勝次（へいわ　かつじ） 1945年2月7日 - 　
広島県竹原市出身。父は浪曲畑で宮川左近ショーに在籍経験のある高島和夫と言われているが、幼い頃に生き別れた浪曲関係の母の再婚相手というだけで、血縁関係や養育されていた事実はない。弟に笹山サンバがいる。笹山と父母が同じかは不明。
両親がドサ廻りで転々し、竹原中学校卒業後、両親に会うために大阪に出て浪曲師冨士月子に弟子入りし冨士月坊、5年後年季明けし「水中軒土左衛門」の名を貰う、浪曲だけでは生活が苦しく大阪の繁華街で流しを始める。1967年二代目若葉わたるとして「若葉トリオ」に参加。
その後、漫才師になり、現三代目平和ラッパと「平和勝一・勝次」というコンビで吉本興業に所属し、お笑い歌謡ショーを演じた。
1972年「平和勝次とダークホース」を結成。約2年で解散しソロ歌手となった。
「平和勝次とサラブレッド」、「平和勝次とモンローズ」としても活動した。
阪神・淡路大震災後に伊丹市のラウンジを畳み、猪名川町に移住。現在は福祉団体の後援で全国無料公演を続けている。
板東春彦（ばんどう　はるひこ） 1944年 -
徳島県出身。徳島工業高校中退。1966年「あひる艦隊」の一員としてデビュー。
現在は作曲家としても活動。実の子は弟子でもある板東慎之介（日本クラウン所属歌手）。
ダークホース（このバンド名は吉本興業の作家、檀上茂が命名）のリーダー。
中川ヒロシ（なかがわ　ヒロシ） 1951年 -　
大阪府大阪市出身。元はテイチクレコードに所属していたグループサウンズ「バイオレッツ」。
その後「西川ヒノデショウ」「スカタンボーイズ」のコミックバンドメンバーに。
現在は桐野丈二郎（ジョニー桐野）のペンネームで作曲家としても活動。
桃山学院高校軽音楽部では堀内孝雄が部長時代（3年生）の後輩（1年生）だった。
2009年7月にコミックバンド・パンチャーズのリーダーとなり復活させる。
元メンバー
- 藤川猛（ふじかわ　たけし） ギター 1944年 -

元「スカタンボーイズ」後にシャール藤川でマジシャン。
- 源五郎（みなもと　ごろう）」ドラム 1951年 -

元「スカタンボーイズ」、「バイオレッツ」
- 山口あきら（やまぐち　あきら)）キーボード

藤川猛と交代で加入。サラブレッド時代も一時在籍。
- 鹿島源一（かしま　げんいち） ドラム

源五郎と交代で加入。1979年より「ザ・パンチャーズ」に加入。
サラブレッド時代
- 山中ひろし（やまなか　ひろし）
- 吉村健児（よしむら　けんじ）
- ヘンリー大石（ヘンリー　おおいし） - ヘンリー大石が脱退後の一時期、中川ヒロシが加入

モンロー時代
- みえ薬丸
- レイアンナ

## ディスコグラフィー

### シングル
1. 宗右衛門町ブルース（1972年12月5日 日本クラウン CW-1296）
2. 女の舟唄（1973年 日本クラウン CW-1332）
3. 逢えない涙が雨になる（1973年 日本クラウン CW-1362）
4. 関門ブルース（1973年 日本クラウン CW-1389）
5. かもねぎ音頭（1975年 日本クラウン CW-1539）
  - ため池おじゃま虫のシングル「悲しきおじゃま虫」のB面曲。
  - 平野レミや中川レオが歌った楽曲のカバーだが、一部の歌詞が変更されている。
6. 宗右衛門町ブルース/女の舟唄（1978年 日本クラウン CW-5054）
7. 宗右衛門町ブルース/女の舟唄（1998年11月21日 日本クラウン CD：CRDN-6045 カセット：CRSN-6045）

平和勝次とモンローズ名義
1. 高知より愛をこめて（1974年 日本クラウン CW-1424）
2. 夜の蝶（1974年 日本クラウン CW-1445）

### コンパクト盤
1. 宗右衛門町ブルース/あたっち音頭/純愛裏町/庄内ブルース（日本クラウン LW-1379）

### アルバム
1. 宗右衛門町ブルース（日本クラウン GW-6109）
2. 逢えない涙が雨になる -セカンド・アルバム-（日本クラウン GW-6126）

### 参加
- 博多の女（1993年、モダンチョキチョキズのアルバム『ボンゲンガンバンガラビンゲンの伝説』収録）